# Đắc Nhẫn
Đắc Nhẫn (16 tháng 8, 1923 - 14 tháng 9, 1989), là nhạc sĩ, nhà lý luận âm nhạc Việt Nam, được truy tặng Giải thưởng Nhà nước về Văn học Nghệ thuật năm 2007. Tầm Vu (lời Quốc Hương) là ca khúc nổi tiếng nhất của ông.

## Tiểu sử và sự nghiệp
Đắc Nhẫn, tên khai sinh là Phạm Đắc Nhẫn, sinh ngày 16 tháng 8 năm 1923, tại Ô Môn, Cần Thơ. 
Cha ông giỏi chữ Nho thích kéo đàn cò. Thuở nhỏ ông kéo đàn kim do ông Hai Cừ dạy và học văn hóa với thân sinh của nhạc sĩ Lưu Hữu Phước.
Đắc Nhẫn có năng khiếu âm nhạc từ nhỏ thiên về nhạc truyền thống. 15 tuổi, ông lên Rạch Giá vào trường học nghề, 16 tuổi lên Sài Gòn vào trường Kỹ nghệ thực hành. Thời gian này ông tiếp nhận ảnh hưởng của nhạc phương Tây.
Tháng 8 năm 1945, ở tuổi 22, Đắc Nhẫn tham gia cướp chính quyền ở địa phương, Toàn quốc kháng chiến, ông tham gia vào đội tuyên truyền xung phong ở Khu 9. Thời gian này do nhu cầu, ông sáng tác 1 loạt bài Nhớ về Cụ Hồ Chí Minh, Em bé bông Gò, Hạnh phúc, Sắp chiến, Nhắn về thành, Việt Nam ngàn dặm...
Năm 1947, Đắc Nhẫn phụ trách phần âm nhạc của Phòng chính trị Khu 9. Thời gian này, ông sáng tác Tầm Vu (lời của Quốc Hương) được phổ biển tương đối rộng rãi lúc đó. Sau đó là Ba rin trận địa (1949), Tình Bảy Núi (1950)...
Năm 1954, tập kết ra Bắc, ông có điều kiện sáng tác và nghiên cứu. Các bài hát Chào mừng Thủ đô giải phóng (1955), Mừng Bác về Thủ đô, Cửa bể đã mở được ông sáng tác trong thời gian này. Có một thời gian Đài Phát thanh Hải Phòng chọn nhạc ca khúc Cửa bể đã mở làm nhạc hiệu.
Năm 1956, ông về công tác tại Đài Tiếng nói Việt Nam, Son sắt một lòng, Anh về miền Bắc,
Năm 1957, ông chuyển sang Ban Nghiên cứu Nghệ thuật Sân khấu Cải lương (Bộ Văn hóa). Tại đây ông sưu tầm toàn bộ các bản âm nhạc cải lương, nghiên cứu tổng kết thành lý luận, thành bộ môn âm nhạc cải lương. Đồng thời, ông viết nhạc nền cho sân khấu cải lương theo đặt hàng: Mặt đấng gươm thiêng, Quang Trung (cho Đoàn Cải lương Trung ương), Dệt gấm, Mẫu đơn tiên, Thạch Sanh, Câu chuyện Nam Kỳ khởi nghĩa, Chị Sứ, Võ Thị Sáu (cho Đoàn Cải lương Nam Bộ) và nhiều vở khác cho nhiều đoàn nghệ thuật khác trong cả nước... Có nhiều vở đạt giải cao trong các kỳ hội diễn mà sự đóng góp về âm nhạc của Đắc Nhẫn không hề nhỏ. Bài hát về quê hương ông, Cần Thơ gạo trắng nước trong (1963) được ông sáng tác trong thời gian này.
Năm 1974 ông cho ra đời cuốn sách Nội dung và tính chất của các bài Cải lương (Nxb. Văn hóa).
Ông mất ngày 14 tháng 9 năm 1989 tại TP Hồ Chí Minh.
Ông đã được tặng thưởng nhiều huân, huy chương, các giải thưởng khác, và được truy tặng Giải thưởng Nhà nước về Văn học Nghệ thuật năm 2007 với các ca khúc: Tầm vu, Son sắt một lòng, Anh về miền Bắc, Con đò trên sông Bến Hải, Cần Thơ gạo trắng nước trong.
Tại Ô Môn, hiện có một đường phố mang tên Đắc Nhẫn.

## Tác phẩm chính

### Ca khúc
- Tầm vu,
- Son sắt một lòng,
- Anh về miền Bắc,
- Con đò trên sông Bến Hải,
- Cần Thơ gạo trắng nước trong.
- Nhớ về Cụ Hồ Chí Minh,
- Em bé bông Gò,
- Hạnh phúc,
- Sắp chiến,
- Nhắn về Thành,
- Việt Nam ngàn dặm
- Chào mừng Thủ đô giải phóng
- Mừng Bác về Thủ đô,
- Cửa bể đã mở
- Ba rin trận địa
- Tình Bảy Núi

### Nhạc cho sân khấu cải lương
- Mặt đấng gươm thiêng,
- Quang Trung
- Dệt gấm,
- Mẫu đơn tiên,
- Thạch Sanh,
- Câu chuyện Nam Kỳ khởi nghĩa,
- Chị Sứ,
- Võ Thị Sáu

### Sách
- Nội dung và tính chất của các bài Cải lương (Nxb. Văn hóa, 1974).

## Vinh danh
- Giải thưởng Nhà nước về Văn học Nghệ thuật năm 2007 (truy tặng)